# IHF-Pokal 1991/92
Am IHF-Pokal 1991/92 nahmen 27 Handball-Vereinsmannschaften teil, die sich in der vorangegangenen Saison in ihren Heimatligen für den Wettbewerb qualifiziert hatten. Es war die 11. Austragung des IHF-Pokals. Titelverteidiger war RK Borac Banja Luka. Im Finale konnte sich SG Wallau/Massenheim gegen SKA Minsk durchsetzen.

## Modus
Alle Runden inklusive des Finales wurden im K.-o.-System mit Hin- und Rückspiel durchgeführt. RK Borac Banja Luka, SG Wallau/Massenheim, CBM Alzira, Baník Karviná und SKA Minsk zogen durch Freilos in die 2. Runde ein.

## 1. Runde
|                    | Gesamt  |                    | Hinspiel | Rückspiel |
| ------------------ | ------- | ------------------ | -------- | --------- |
| Wisla Plock        | 37:33   | Honved Budapest    | 23:16    | 14:17     |
| Víkingur Reykjavík | 52:48   | Viking Stavanger   | 25:23    | 27:25     |
| HC Bruck           | 41:36   | Dinamo Bukarest    | 25:17    | 16:19     |
| V&L Geleen         | 38:40   | Borba Luzern       | 17:20    | 21:20     |
| Lyulin Sofia       | 42:54   | Proleter Zrenjanin | 20:21    | 22:33     |
| Ionikos Athen      | 45:45 * | Ortigia Siracusa   | 25:17    | 20:28     |
| Sparta Helsinki    | 41:55   | LUGI HF            | 20:30    | 21:25     |
| Vestel Manisa      | 46:40   | Hapoel Ramat Gan   | 23:17    | 23:23     |
| Cyprus College     | 44:82   | FC Porto           | 19:40    | 25:42     |
| CHEV Diekirch      | 29:61   | Helsingør IF       | 13:35    | 16:26     |
| Sasja Antwerpen    | 34:51   | Girondins Bordeaux | 11:16    | 23:35     |

## 2. Runde
|                    | Gesamt |                      | Hinspiel | Rückspiel |
| ------------------ | ------ | -------------------- | -------- | --------- |
| Vestel Manisa      | 41:65  | SG Wallau/Massenheim | 24:29    | 17:36     |
| Borac Banja Luka   | 41:46  | Wisla Plock          | 23:23    | 18:23     |
| Víkingur Reykjavík | 50:54  | CBM Alzira           | 26:30    | 24:24     |
| FC Porto           | 50:50  | Baník Karviná        | 27:21    | 23:29     |
| Borba Luzern       | 39:42  | Proleter Zrenjanin   | 21:21    | 18:21     |
| LUGI HF            | 39:44  | Helsingør IF         | 23:21    | 16:23     |
| Ionikos Athen      | 48:51  | HC Bruck             | 25:22    | 23:29     |
| SKA Minsk          | 63:45  | Girondins Bordeaux   | 32:24    | 31:21     |

## Viertelfinale
|                      | Gesamt |                    | Hinspiel | Rückspiel |
| -------------------- | ------ | ------------------ | -------- | --------- |
| SG Wallau/Massenheim | 49:43  | FC Porto           | 25:21    | 24:22     |
| Wisla Plock          | 37:51  | CBM Alzira         | 15:27    | 22:24     |
| Helsingør IF         | 35:43  | Proleter Zrenjanin | 18:15    | 17:28     |
| HC Bruck             | 46:54  | SKA Minsk          | 21:32    | 25:22     |

## Halbfinale
|            | Gesamt |                      | Hinspiel | Rückspiel |
| ---------- | ------ | -------------------- | -------- | --------- |
| CBM Alzira | 45:47  | SG Wallau/Massenheim | 25:22    | 20:25     |
| SKA Minsk  | 58:46  | Proleter Zrenjanin   | 30:27    | 28:19     |

## Finale
Das Hinspiel in Lübbecke fand am 3. Mai 1992 statt und das Rückspiel in Frankfurt am Main am 9. Mai 1992.
|           | Gesamt  |                      | Hinspiel | Rückspiel |
| --------- | ------- | -------------------- | -------- | --------- |
| SKA Minsk | 45:45 * | SG Wallau/Massenheim | 23:25    | 22:20     |